# Stolen Dance
Stolen Dance – debiutancki singel niemieckiej grupy Milky Chance. Indie-folkowa piosenka promuje album Sadnecessary, na którym jest umieszczona na 11. miejscu. Premiera singla w postaci cyfrowej odbyła się 5 kwietnia 2013 pod szyldem Lichtdicht Records. W Polsce piosenka uzyskała promocję radiową od stycznia 2014. "Stolen Dance" został Najlepszym Singlem 2013, tytułem przyznanym przez radio 1 Live (nagrody 1 Live Krone).

## Lista utworów

### Promo-singel CD
| 1. | "Stolen Dance" (radio edit)    | 3:25  |
|    |                                |       |
| 2. | "Stolen Dance" (album version) | 5:15  |
|    |                                |       |
|    |                                | 08:40 |
|    |                                |       |

### Digital download
| 1. | "Stolen Dance" | 5:13  |
|    |                |       |
|    |                | 05:13 |
|    |                |       |

## Notowania

### Media polskie
| Lista                                   | Pozycja |
| --------------------------------------- | ------- |
| POPLista RMF FM                         | 4       |
| Codzienna Lista Przebojów Radio Bielsko | 16      |

### Media międzynarodowe
| Lista przebojów (2013-14)             | Najwyższa pozycja |
| ------------------------------------- | ----------------- |
| Australia (ARIA Charts)               | 2                 |
| Austria (Ö3 Austria Top 40)           | 1                 |
| Belgia (Ultratop 50 Flandria)         | 22                |
| Belgia (Ultratop 50 Walonia)          | 32                |
| Dania (Tracklisten)                   | 21                |
| Finlandia (Suomen virallinen lista)   | 3                 |
| Francja (SNEP)                        | 1                 |
| Hiszpania (PROMUSICAE)                | 3                 |
| Holandia (MegaCharts Single Top 100)  | 2                 |
| Irlandia (Irish Singles Chart)        | 1                 |
| Kanada (Canadian Hot 100)             | 7                 |
| Niemcy (Media Control Charts)         | 2                 |
| Nowa Zelandia (NZ Top 40 Singles)     | 3                 |
| Polska (Top airplay)                  | 1                 |
| Szwajcaria (Schweizer Hitparade)      | 1                 |
| Szwecja (Sverigetopplistan)           | 3                 |
| Stany Zjednoczone (Billboard Hot 100) | 56                |
| Wielka Brytania (UK Singles Chart)    | 24                |